# Šef doma
Šef doma je razvedrilna televizijska kuharska oddaja na TV Slovenija 1, ki jo je v 1. sezoni vodil Klemen Skubic, 2. in 3. sezono pa sta vodili Maša Trubačev in Petra Trofenik. Na sporedu je bila od ponedeljka do četrtka ob 18. uri.

## Predstavitev
V 15-20 minutni oddaji voditelj ali voditeljica pripravlja različne jedi, tako glavne jedi kot tudi sladice. Gre za preproste obroke, ki jih lahko pripravimo tudi sami doma. 
Prvo sezono je vodil kuhar Klemen Skubic in oddaja je bila na sporedu od ponedeljka do petka, z nekaj izjemami zaradi predvolilnih soočenj.
Drugo in tretjo sezono sta izmenjaje ter včasih skupaj vodili Petra Trofenik in Maša Trubačev. Druga je bila na sporedu v istem terminu kot prva, tretja pa po novem le štirikrat na teden, med ponedeljkom in četrtkom.
O morebitni 4. sezoni zaenkrat ni nič znanega.

## Sezone
| Sezona | Sezona | Epizode | Začetek sezone     | Konec sezone      |
| ------ | ------ | ------- | ------------------ | ----------------- |
|        | 1      | 41      | 28. februar 2022   | 29. april 2022    |
|        | 2      | 75      | 12. september 2022 | 23. december 2022 |
|        | 3      | 64      | 23. januar 2023    | 11. maj 2023      |